# Cadillac STS
La Cadillac STS è una berlina 4 porte di grandi dimensioni prodotta dalla casa automobilistica statunitense Cadillac dal 2004 al 2011.

## Il contesto
È stata presentata al salone dell'automobile di New York nel 2004, per poi essere venduta l'anno seguente, in sostituzione della Cadillac Seville.
In Europa, se si esclude la SUV Escalade, è la Cadillac più lunga e svolge quindi il ruolo di ammiraglia, andando a competere nel segmento della BMW Serie 7 o dell'Audi A8, mentre negli Stati Uniti d'America sono vendute altre 4 porte dello stesso marchio più lunghe.
Nel 2007 ha subito un rilevante restyling che ha riguardato soprattutto fari e calandra, rendendo la STS più aggressiva, ma senza modificare la sua indole puramente yankee.
Il nome STS è acronimo di Seville Touring Sedan, italianizzato in Seville Berlina da Turismo.

## Versioni
Disponibile in Italia con 3 motorizzazioni abbinate ad un cambio automatico sequenziale a 5 e 6 rapporti la trazione è posteriore mentre solo su alcune versioni è disponibile la AWD a 4 ruote motrici. Sul mercato americano la vettura è equipaggiata anche con un propulsore 3.6 V6 a iniezione diretta potenziato a 304 cavalli. Tutte le STS rispettano la normativa Euro IV.
- 3.6 V6 aut. Elegance 256 cavalli
- 3.6 V6 aut. Sport Luxury 256 cavalli
- 4.6 V8 aut. Elegance  326 cavalli
- 4.6 V8 aut. Sport Luxury 326 cavalli
- 4.6 V8 AWD aut. Sport Luxury 326 cavalli
- STS-V 4.4 V8 Supercharged, sul mercato dal 2008, è in vendita a 77.141 euro; 476 cavalli

## Restyling (2008-2012)

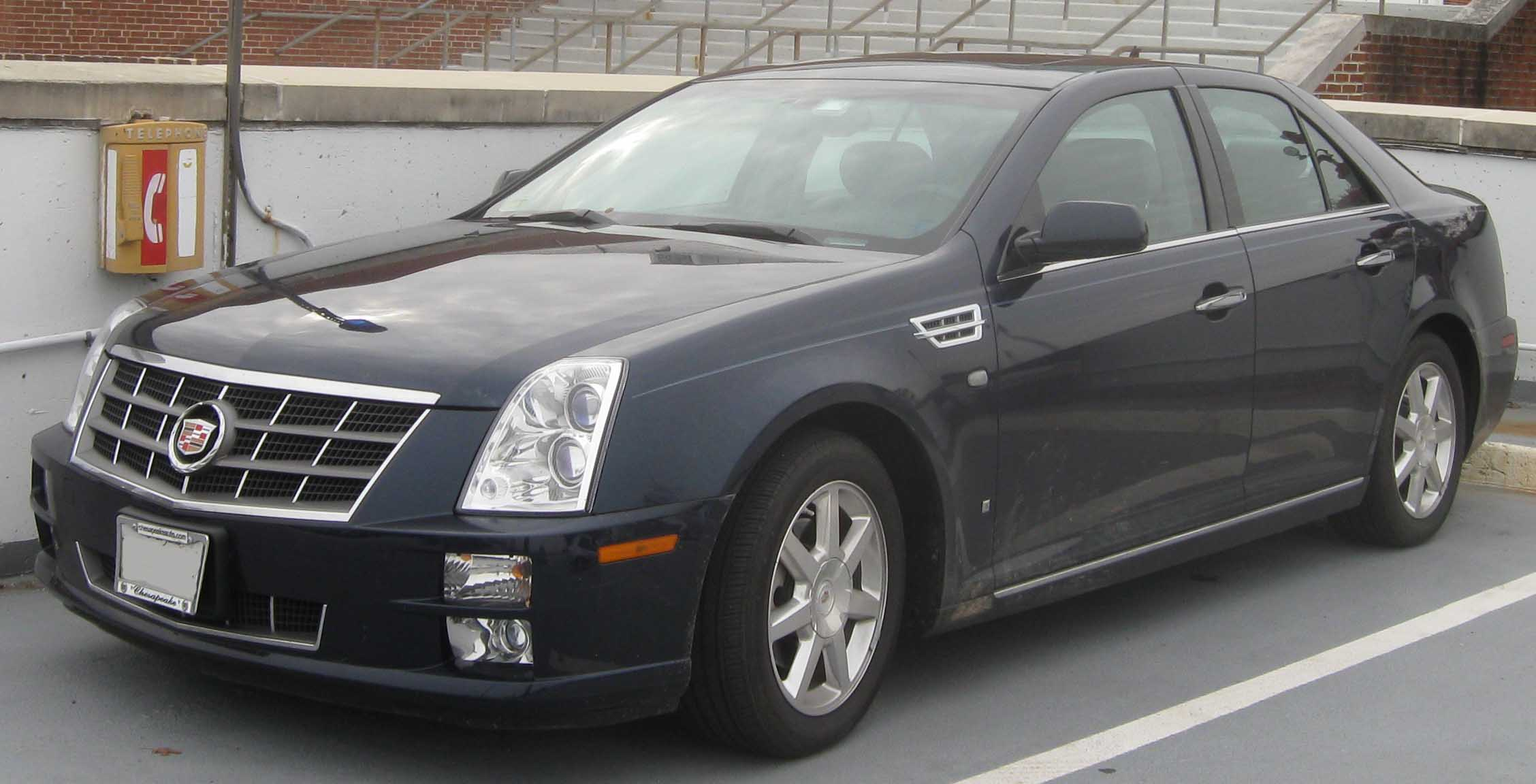
Il restyling

Nel 2008, con il primo restyling, è stato aggiornato l'esterno, con la nuova calandra anteriore più grande e più aggressiva e con le bocchette d'aria cromate. Anche l'interno è stato aggiornato, con nuovi materiali e un nuovo volante, anche se l'arredamento generale è rimasto lo stesso. Il propulsore standard è un'iniezione diretta 3.6 L V6 accoppiato ad un cambio automatico a sei marce, che produce 302 cavalli e 272 Nm di coppia. Sono inoltre aumentate le caratteristiche di sicurezza, tra cui un sistema di avviso di partenza e di cambio di corsia sviluppato da Mobileye.
Inoltre, le opzioni prima solamente disponibili al modello V8 (come fari HID e display head-up Automotive) sono stati resi disponibili anche con il V6.
Un ulteriore aggiornamento nel 2010 ha rimosso i distintivi della GM (anche se i primi modelli 2010 conservavano ancora il GM badging). Nel 2011, il V8 è stato tolto dalla produzione.

## Vendite
| Anno | Totale vendite |
| ---- | -------------- |
| 2004 | 9.484          |
| 2005 | 33.497         |
| 2006 | 25.676         |
| 2007 | 20.873         |
| 2008 | 14.790         |
| 2009 | 6.037          |
| 2010 | 4.473          |
| 2011 | 3.338          |
| 2012 | 164            |